# Гелиевый хаб во Владивостоке
Гелиевый хаб (Логистический центр обслуживания гелиевых контейнеров) — распределительный центр по перевалке гелия на морские суда, расположенный вблизи города Владивостока в Приморском крае, на территории ТОР «Надеждинская». Сырьё на хаб поступает автотранспортом с Амурского газоперерабатывающего завода возле города Свободный Амурской области.
В 2021 году Минвостокразвития России назвало проект ключевым объектом логистической инфраструктуры доставки гелия на международный рынок. ПАО Газпром отмечало, что гелиевый хаб является крупнейшим в мире.

## Характеристики проекта
В задачи хаба входят организация логистики, приём, весовой контроль и подготовка контейнеров к предстоящей погрузке на морские суда. Конструкция контейнеров позволяет поддерживать, для сохранения гелия в сжиженном состоянии, температуру до −269 °С. Владивостокский логистический хаб способен совершать более четырёх тысяч операций с ISO-контейнерами в год. По словам председателя правления ПАО «Газпром» Алексея Миллера, это беспрецедентно много, так как по состоянию на осень 2021 года в мире всего насчитывается две тысячи криогенных ISO-контейнеров, которые и перевозят весь вырабатываемый на это время гелий.

## История
В 2019 г. Газпром оценивал стоимость проекта в 5,1 млрд руб..
В декабре 2020 готовность гелиевого хаба во Владивостоке оценивалась Газпромом в 73,2 %.
В апреле 2021 года стало известно, что ООО «Газпром гелий сервис» (резидент ТОР «Надеждинская»), строитель и оператор хаба) и АО «Газпром газораспределение Дальний Восток» обеспечили подачу и прием газа на площадке будущего гелиевого хаба.
К июню 2021 года была сформирована вся производственная инфраструктура хаба: построена площадка хранения гелиевых контейнеров для их дальнейшей перегрузки, полностью, завершён монтаж криогенного технологического оборудования, а также административных и бытовых зданий. Месяцем ранее в эксплуатацию была сдана установка для сжижения газа мощностью до 3 000 т СПГ в год.
Официальная церемония открытия логистического центра состоялась 3 сентября.
Параллельно с открытием гелиевого хаба была введена в строй вторая технологическая линия Амурского ГПЗ (всего предусмотрено строительство 6 технологических линий).
Во время посещения хаба губернатором Приморского края Олегом Кожемяко 1 октября 2021 года гендиректор ООО «Газпром гелий сервис» Любовь Бриш уточнила, что непосредственно на хабе организовано производство трёх криогенных продуктов: помимо жидкого гелия, это жидкий азот и жидкий кислород.

## Перспективы развития
В октябре 2021 года на X Юбилейном Петербургском международном газовом форуме «Газпром гелий сервис» и «Транспортная группа Fesco, в которую входит Владивостокский морской торговый порт» (ВМТП) подписали соглашение о намерениях по сотрудничеству при транспортировке жидкого гелия производства Амурского ГПЗ через владивостокский гелиевый хаб. В частности, предусмотрено использование мощностей ВМТП для отгрузки изотермических контейнеров с товарным гелием.
Выход Амурского ГПЗ, который обслуживается хабом, на проектную мощность (60 млн куб.м. гелия в год) ожидается c 2025 года.